# Alla arbetares militanta front
Alla arbetares militanta front (grekiska: Πανεργατικό Αγωνιστικό Μέτωπο, ΠΑΜΕ, Panergatiko Agonistiko Metopo, PAME) är ett grekiskt, militant fackförbund som organiserar 415 000 medlemmar (2005). Fackförbundet bildades på initiativ av Greklands kommunistiska parti i april 1999.